# Gouvernes
Gouvernes és un municipi francès, situat al departament de Sena i Marne i a la regió de Illa de França. L'any 2007 tenia 1.083 habitants.
Forma part del cantó de Lagny-sur-Marne, del districte de Torcy i de la Comunitat d'aglomeració Marne i Gondoire.

## Demografia

### Població
El 2007 la població de fet de Gouvernes era de 1.083 persones. Hi havia 390 famílies, de les quals 72 eren unipersonals (36 homes vivint sols i 36 dones vivint soles), 117 parelles sense fills, 193 parelles amb fills i 8 famílies monoparentals amb fills.
La població ha evolucionat segons el següent gràfic:
Habitants censats

### Habitatges
El 2007 hi havia 426 habitatges, 398 eren l'habitatge principal de la família, 5 eren segones residències i 23 estaven desocupats. 367 eren cases i 56 eren apartaments. Dels 398 habitatges principals, 323 estaven ocupats pels seus propietaris, 63 estaven llogats i ocupats pels llogaters i 11 estaven cedits a títol gratuït; 13 tenien una cambra, 28 en tenien dues, 50 en tenien tres, 73 en tenien quatre i 232 en tenien cinc o més. 339 habitatges disposaven pel capbaix d'una plaça de pàrquing. A 146 habitatges hi havia un automòbil i a 236 n'hi havia dos o més.

### Piràmide de població
La piràmide de població per edats i sexe el 2009 era:
| Homes | Edats   | Dones |
| ----- | ------- | ----- |
| 0     | 95 o +  | 0     |
| 0     | 90 a 94 | 2     |
| 1     | 85 a 89 | 15    |
| 3     | 80 a 84 | 3     |
| 13    | 75 a 79 | 18    |
| 9     | 70 a 74 | 9     |
| 21    | 65 a 69 | 15    |
| 16    | 60 a 64 | 23    |
| 38    | 55 a 59 | 25    |
| 62    | 50 a 54 | 63    |
| 51    | 45 a 49 | 39    |
| 35    | 40 a 44 | 54    |
| 39    | 35 a 39 | 26    |
| 17    | 30 a 34 | 24    |
| 41    | 25 a 29 | 33    |
| 38    | 20 a 24 | 35    |
| 35    | 15 a 19 | 61    |
| 23    | 10 a 14 | 32    |
| 22    | 5 a 9   | 20    |
| 14    | 0 a 4   | 19    |

## Economia
El 2007 la població en edat de treballar era de 780 persones, 582 eren actives i 198 eren inactives. De les 582 persones actives 546 estaven ocupades (299 homes i 247 dones) i 36 estaven aturades (19 homes i 17 dones). De les 198 persones inactives 58 estaven jubilades, 88 estaven estudiant i 52 estaven classificades com a «altres inactius».

### Ingressos
El 2009 a Gouvernes hi havia 406 unitats fiscals que integraven 1.073,5 persones, la mediana anual d'ingressos fiscals per persona era de 29.599 €.

### Activitats econòmiques
Dels 97 establiments que hi havia el 2007, 1 era d'una empresa extractiva, 1 d'una empresa alimentària, 4 d'empreses de fabricació d'altres productes industrials, 20 d'empreses de construcció, 18 d'empreses de comerç i reparació d'automòbils, 5 d'empreses de transport, 3 d'empreses d'hostatgeria i restauració, 7 d'empreses d'informació i comunicació, 2 d'empreses financeres, 6 d'empreses immobiliàries, 23 d'empreses de serveis, 3 d'entitats de l'administració pública i 4 d'empreses classificades com a «altres activitats de serveis».
Dels 18 establiments de servei als particulars que hi havia el 2009, 3 eren paletes, 2 guixaires pintors, 1 fusteria, 3 lampisteries, 2 electricistes, 3 empreses de construcció, 1 restaurant i 3 agències immobiliàries.
L'únic establiment comercial que hi havia el 2009 era una fleca.

## Equipaments sanitaris i escolars
El 2009 hi havia una escola elemental.

## Poblacions properes
El següent diagrama mostra les poblacions més properes.